# دیوان کیفری بین‌المللی
دیوان کیفری بین‌المللی (ICC) (به انگلیسی: International Criminal Court)، نخستین دادگاه دائمی بین‌المللی برای رسیدگی به جرایم نسل‌کشی، جنایات علیه بشریت، جنایت جنگی و جنایت تجاوز (به انگلیسی: Crime of Aggression) است که مقر آن در لاهه، هلند قرار دارد.
این دادگاه به جرایمی رسیدگی می‌کند که پس از این تاریخ توسط اتباع یا در قلمرو یکی از کشورهای عضو انجام شده باشد یا اینکه با تصویب شورای امنیت سازمان ملل متحد  به این دیوان احاله شده باشد.
این دادگاه تاکنون به ۵ موضوع نسل‌کشی اوگاندا، نسل‌کشی کنگو، نسل‌کشی آفریقای مرکزی، جنگ دارفور در سودان، و نسل‌کشی کنیا رسیدگی و علیه ۱۴ نفر اعلام جرم کرده که از بین آن‌ها ۷ نفر فراری، ۲ نفر مرده (یا تصور می‌شود که مرده باشند)، ۴ نفر در بازداشت و یک نفر به‌طور داوطلبانه در دادگاه حاضر شده‌اند. 
- در حال حاضر دیوان کیفری بین‌المللی حکم بازداشت بنیامین نتانیاهو، نخست‌وزیر اسرائیل، یوآف گالانت، وزیر دفاع سابق اسرائیل و محمد ضیف، رهبر حماس را در ارتباط با تحقیقاتش در مورد جنایات جنگی در جنگ غزه صادر کرد.

## ساختار
دیوان بین‌المللی کیفری از ۴ رکن تشکیل یافته است:
- دفتر رئیس: مسئول اداری دیوان
- شعبات رسیدگی: دیوان دارای سه شعبه است؛
  - تحقیقات مقدماتی
  - محاکمه
  - تجدید نظر
- دفتر دادستانی: این دفتر مسئول انجام تحقیقات در مورد جرایمی است که رسیدگی به آن‌ها در صلاحیت دیوان است.
- دفتر ثبت: مسئول جنبه‌های غیر قضایی اداره و خدمات دیوان است.[۴]

## اعضا
اساسنامه رم در یک کنفرانس بین‌المللی از نمایندگان تام‌الاختیار کشورها در ۱۷ ژوئیه ۱۹۹۸ که به موجب تصمیم مجمع عمومی سازمان ملل متحد در رم برگزار شده بود، با ۱۲۰ رأی موافق، ۷ رأی مخالف (چین، عراق، اسرائیل، لیبی، قطر، آمریکا و یمن) و ۲۱ رای ممتنع به تصویب رسید و در ۱ ژوئیه ۲۰۰۲ با تصویب آن توسط ۶۰ کشور موجودیت پیدا کرد.
تا فوریه ۲۰۱۳ تعداد کشورهای عضو این نهاد به ۱۲۲ کشور رسیده است. تقریباً تمام کشورهای اروپایی و آمریکای جنوبی، حدود نیمی از کشورهای آفریقایی به همراه استرالیا، نیوزیلند و کانادا عضو دیوان هستند. اما از کشورهای آسیایی تنها ژاپن، کره‌جنوبی، مغولستان، افغانستان، تاجیکستان، اردن، کامبوج و تیمور شرقی به این دادگاه پیوسته‌اند.
۴۰ کشور هم اساسنامه رم را امضا کرده‌اند اما هنوز به تصویب مجالس قانون‌گذاری خود نرسانده‌اند. اسرائیل، سودان و آمریکا از امضای پیمان دادگاه بین‌المللی خودداری کرده‌اند. ایران در ۳۱ دسامبر ۲۰۰۲ اساسنامه را امضا کرده، اما هنوز تصویب آن را در دستور کار مجلس قرار نداده است.
تا مارس ۲۰۱۶ تعداد کشورهای عضو این نهاد به ۱۲۴ کشور رسیده است. ۳۱ کشور دیگر هم اساسنامه رم را امضا کرده‌اند اما هنوز به تصویب مجالس قانون‌گذاری خود نرسانده‌اند. کشورهای مهمی چون آمریکا، روسیه و چین (۳ عضو دائم شورای امنیت سازمان ملل متحد) و هند (دومین کشور پرجمعیت جهان) از منتقدان این دادگاه بوده و به آن نپیوسته‌اند.

## مفاد
بر اساس ماده ۵ اساسنامه رم، دیوان بین‌المللی کیفری به ۴ گروه از جرایم اشخاص حقیقی رسیدگی می‌کند که «جدی‌ترین جرایم از نظر جامعه بین‌المللی در تمامیت آن» نسل‌کشی، جنایت علیه بشریت، جنایت جنگی و جنایت تجاوز توصیف شده‌اند. اساسنامه رم، تمام این جرایم به جز جنایت تجاوز یا جنایت علیه صلح را تعریف کرده، اما در خصوص تجاوز سرزمینی به توافق نرسیده است. به همین جهت مقرر شده که دیوان از رسیدگی به موضوعات مربوط به این جرم تا هنگامی که کشورهای عضو در ارائه تعریفی از آن و شرایط تعقیب مرتکبین آن به توافق برسند خودداری کند.
کشورهای پذیرنده میثاق، وظیفه دارند که در صورت ایراد اتهام علیه شهروندان خود یا متهمانی که وارد حوزه حاکمیت آن‌ها می‌شوند آنان را دستگیر و برای پیگرد به دادگاه تحویل دهند یا در محاکم داخلی به جرایم آنان رسیدگی کنند. دادگاه حق صدور حکم در مورد اتباع کشورهایی که عضو دادگاه نیستند یا جرمی در آن‌ها اتفاق می‌افتد را ندارد. مگر اینکه این موارد توسط شورای امنیت سازمان ملل به آن ارجاع شده باشد.
این دیوان در ۴ مورد می‌تواند وارد عمل شود:
- زمانی که یکی از کشورهای عضو، داوطلبانه پیگیری موردی از جنایت و نقض حقوق بشر در درون خود را به دادگاه محول کند.
- زمانی که یک کشور غیرعضو، در یک مورد معین، صلاحیت دادگاه را به رسمیت بشناسد و پرونده‌ای از جنایت جنگی یا نقض حقوق بشر را به آن احاله دهد.
- خود دیوان می‌تواند راساً وارد عمل شود. به خصوص زمانی که افراد حقیقی یا نهادهای غیردولتی، شکایتی را به آن تسلیم کنند (که البته پیشرفت کار در این زمینه کاملاً به همکاری کشور محل جنایت بستگی دارد).
- زمانی که شورای امنیت موردی را به دیوان ارجاع دهد. مانند پرونده عمر حسن البشیر در جنگ دارفور یا معمر قذافی در جنگ داخلی لیبی (۲۰۱۱).

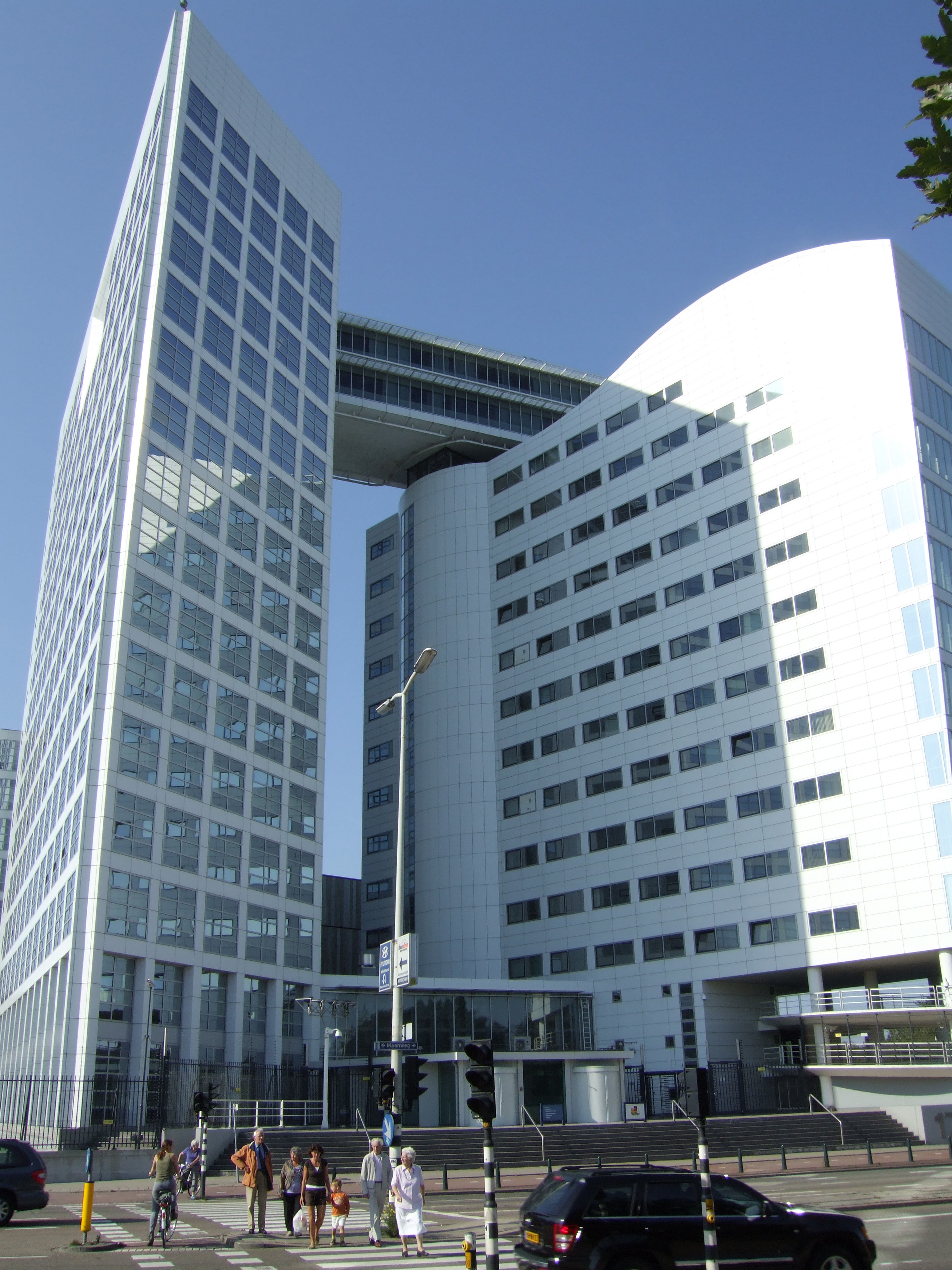
ساختمان دیوان بین‌المللی کیفری در لاهه

## انتقادات
بسیاری از کشورها خواستار افزودن تروریسم و قاچاق مواد مخدر به این فهرست بودند. اما توافقی بر سر تعریف تروریسم حاصل نشد و در مورد قاچاق مواد مخدر نیز تصور می‌شد که ممکن است عمده منابع محدود این دادگاه، به رسیدگی به آن اختصاص یابد. هند نیز اصرار داشت که کاربرد جنگ‌افزار هسته‌ای و سایر جنگ‌افزار کشتارجمعی به عنوان جنایت جنگی در صلاحیت دیوان باشد که این تلاش ناموفق ماند. هند پس از آن از این موضوع ابراز نگرانی کرد که «اساسنامه رم به روشنی این مفهوم را بیان می‌دارد که کاربرد سلاح‌های کشتارجمعی یک جنایت جنگی به‌شمار نمی‌رود» که این یک هشدار غیرعادی به جامعه بین‌المللی بود.
برخی هم از این موضوع انتقاد کرده‌اند که اساسنامه رم جرایم را بیش از اندازه گسترده و مبهم تعریف کرده است. برای نمونه دولت چین گفته است که تعریف جنایت جنگی در این اساسنامه فراتر از تعریف آن در حقوق بین‌الملل عرفی است.
حمایت آمریکا از اسرائیل برای جلوگیری از محاکمه مقامات نظامی اسراییلی، منجر به تضعیف دیوان شده است.

### اسرائیل
در سال ۲۰۲۴ روزنامه گاردین بر اساس منابع ناشناس گزارش داد که اسرائیل یک "جنگ" نه‌ساله علیه دیوان کیفری بین‌المللی را انجام داده است. این منابع ادعا کردند که سازمان‌های اطلاعاتی اسرائیل برای «نظارت، هک، فشار، بدنام کردن و احتمالاً تهدید کارکنان ارشد دیوان کیفری بین‌المللی به‌منظور متوقف کردن تحقیقات این دیوان» استفاده شده‌اند. به ویژه ادعا شده است که یوسی کوهن مدیر وقت موساد فاتو بنسودا دادستان دیوان کیفری بین‌المللی و خانواده او را تهدید کرده است تا او را از باز کردن تحقیقات جنایات جنگی علیه اسرائیل پیشمان کند. گفته می‌شود این منابع با افشاگری‌هایی که بنسودا در مورد این عملیات به دیوان کیفری بین‌المللی انجام داده است آشنا هستند.
در نوامبر ۲۰۲۴ پس از آنکه دیوان کیفری بین‌المللی حکم بازداشتی برای بنیامین نتانیاهو نخست‌وزیر اسرائیل و یوآو گالانت وزیر دفاع پیشین به‌اتهام جنایات جنگی و جنایات علیه بشریت در جریان جنگ اسرائیل و حماس صادر کرد، نتانیاهو این دادگاه را به یهودستیزی متهم کرد، در حالی که گالانت ادعا کرد این دادگاه «سابقه‌ای خطرناک علیه حق دفاع از خود و جنگ اخلاقی ایجاد کرده و تروریسم قاتل را تشویق می‌کند.» در همان ماه نوامبر اسرائیل به این احکام دیوان کیفری بین‌المللی علیه نتانیاهو و گالانت اعتراض کرد.

## صلاحیت‌ها

### صلاحیت تکمیلی
برخلاف دادگاه‌های ویژه رسیدگی به جنایات جنگ بوسنی شامل نسل‌کشی بوسنی و کشتار سربرنیتسا و نسل‌کشی رواندا که از صلاحیت هم‌زمان با دادگاه‌های ملی برخوردار بودند. در مورد دیوان بین‌المللی کیفری اصل صلاحیت تکمیلی مورد پذیرش قرار گرفته است. به این معنی که مسئولیت اصلی در تعقیب و رسیدگی به جنایات موضوع صلاحیت دیوان با دادگاه‌های ملی است و در صورت عدم تمایل یا توانایی دادگاه‌های ملی یا نبود دستگاه قضایی مستقل و کارآمد، دیوان بین‌المللی کیفری اعمال صلاحیت خواهد کرد. به این ترتیب این دیوان مکمل محاکم ملی است اما جایگزین یا جانشین آنان نیست.

### صلاحیت شخصی
دیوان تنها برای رسیدگی به جرایم اشخاص حقیقی بالای ۱۸ سال صلاحیت دارد و سمت رسمی افراد متهم تأثیری در صلاحیت آن ندارد. در واقع هیچ مصونیتی، چه در قوانین داخلی و چه در قوانین بین‌المللی به افراد داده شده باشد، مانع از رسیدگی دیوان نیست. دولت فرانسه هم به همین علت، پیش از پیوستن به دیوان مقررات قانون اساسی خود در مورد مصونیت رئیس‌جمهور فرانسه را اصلاح کرد.

### جرائم زیست‌محیطی
در سپتامبر ۲۰۱۶ در گزارش دادستان لاهه از اولویت‌ها و انتخاب پرونده‌ها برای رسیدگی به جرائم، رسماً اعلام شد که از این پس دادگاه لاهه به جرائم زیست‌محیطی تحت عنوان «جنایات علیه بشریت» رسیدگی خواهد کرد. این پرونده‌ها شامل تخریب محیط زیست، بهره‌کشی ناعادلانه از منابع طبیعی، و تصرف غیرقانونی زمین در کنار موارد دیگر هستند.

## افغانستان
در نوامبر ۲۰۱۷ دادستان دیوان کیفری بین‌المللی از قاضیان این دیوان خواست تا مجوز لازم برای آغاز بررسی رسمی دربارهٔ ادعاهای مربوط به جنایاتی جنگی در افغانستان هم در مورد نظامیان آمریکایی، هم در مورد طالبان و حتی دولت افغانستان را صادر کنند؛ زیرا بر اساس گزارش سال ۲۰۱۶ این دادگاه، احتمال ارتکاب جرایم جنگی توسط ارتش و سازمان مرکزی اطلاعات آمریکا (سیا) در افغانستان وجود دارد. بر‌اساس این گزارش، بین ۱ ماه مه سال ۲۰۰۳ و ۳۱ دسامبر سال ۲۰۱۴ نظامیان و مأموران اطلاعاتی آمریکا در جریان جنگ افغانستان اقدام به شکنجه دست کم در مورد ۶۱ تن از بازداشت شدگان در داخل خاک افغانستان کردند که مصداق ارتکاب جرایم جنگی است. همچنین ممکن است نیروهای طالبان و دولت افغانستان نیز در جریان جنگ داخلی مرتکب اقداماتی مانند شکنجه شده باشند.